# 林復斎
林 復斎（はやし ふくさい）は、江戸時代末期の儒学者、外交官。幕府朱子学者林家当主。復斎は号。岩瀬忠震、堀利煕は甥にあたる。

## 生涯

### 大学頭家を継ぐ
寛政12年12月（1801年2月）に林述斎の六男として生まれる。文化4年（1807年）、親族の第二林家・林琴山の養子となり、3年後に家督を継ぐ。文政7年（1824年）紅葉山文庫の書物奉行として勤務。『重訂御書籍来歴志』『重訂御書籍目録』などを編纂。天保9年（1838年）には二ノ丸留守居に転じ、以後、先手鉄砲頭、西丸留守居などを歴任、能吏として知られた。また併行して昌平黌の学問所御用も兼務、総教（塾頭）となった秀才でもあった。
嘉永6年（1853年）、本家大学頭家を継いでいた甥の壮軒（健）が死去。急遽大学頭家を継ぐことになる。小姓組番頭次席となり、大学頭と改名。54歳にして林大学頭家11代当主となった。
同年6月（1853年7月）、折しもアメリカ合衆国東インド艦隊司令長官マシュー・ペリー提督率いる黒船が浦賀に来航し、世情が騒然していた。復斎は幕府に日本側全権の応接掛（特命全権大使）に命ぜられて、永禄9年（1566年）から文政8年（1825年）頃までにいたる対外関係史料を国別・年代順に配列した史料集『通航一覧』（350巻）を編纂。また各藩大名の歴史をまとめた『藩鑑』も編集。両書を編纂した功績で同年12月に賞賜されている。

### ペリー艦隊との交渉
翌安政元年正月（1854年2月）にペリー艦隊が再来。復斎は家督を継いで間もない慌ただしい時期であったが、以前からの有能ぶりや異国との交渉史への通暁が買われて、町奉行井戸覚弘とともに応接掛として老中阿部正弘から任命され、横浜村で交渉にあたった。実際の交渉は漢文の応酬で行われたため、復斎はその漢文力を買われ、主な交渉はすべて任されることとなる。復斎はすでに当時の諸外国の動静を理解しており、鎖国（海禁）体制の現状維持は困難と考え、異国船への薪水食料の給与程度はやむを得ずと判断し、ペリー艦隊との交渉でも柔軟に対応した。ただし、通商要求に関しては時期尚早として断固拒絶した。
長期にわたった交渉の中で江戸城に登城し、老中の阿部や海防参与の水戸藩主徳川斉昭などにも交渉経緯を伝えるなど、江戸と浦賀を往復した。米国側からは「55歳くらい。中背で身だしなみ良く、厳粛で控えめな人物」と評されている。復斎は米国艦隊との交渉記録を後に『墨夷応接録』（墨夷はアメリカのこと）にまとめている。

### 和親条約締結と下田追加条約
3月3日（1854年3月31日）、横浜村において日米和親条約が締結。条文は日本文、漢文、英文の3種類で交換されたが、日本文での署名者は復斎を筆頭としている。ただし、日本側が英文版への署名を拒否したため、国際法上の条約締結の体裁が整わず、また条約正文を何語にするかも結論が出なかったため米国側は困惑した。そこで新たな開港地として予定されていた下田・函館をそれぞれ米艦隊が視察した後、下田で再び交渉を行うこととなった。
覚弘と鵜殿鳩翁が下田取締掛として任命され、目付岩瀬忠震・永井尚志なども下田へ派遣されたが、依然としてペリーとの交渉役となったのは復斎であった。この地における交渉で、漢文版を廃して条約正文を日本語・英語・オランダ語の各語版とすること、英文版へ日本側全権が署名すること、異国人遊歩地の範囲や批准書交換などその他の手順が決定され、下田追加条約（additional regulations、日本側は「条約附録」と呼んだ）が締結。復斎は大任を果たした。
安政6年（1859年）死去。享年60。牛込の下屋敷（現在の新宿区市谷山伏町林氏墓地）に埋葬された。
長男の鶯渓（晃）は復斎が大学頭家の家督を継いだ際に代わりに第二林家を継承していたため、次男の学斎（昇）を大学頭家の後継者とした。

## 登場作品
映画
- 『武士道ブレード』（アメリカ・イギリス合作、1981年）演：三船敏郎

テレビドラマ
- 『龍馬伝』（NHK大河ドラマ、2010年）演：永田耕一

マンガ
- 『風雲児たち・幕末編』みなもと太郎